# Pjotr Nikolski
Pjotr Vasiljevič Nikolski (1858. – 1940.) bio je poznati ruski dermatolog, rođen u gradu Usman.
Studirao je medicinu na Sveučilištu u Kijevu, 1884.g. postao je asistent na klinici za dermatologiju u Kijevu, a 1900.g. postao je profesor u Varšavi. Još je kao profesor kasnije radio u Rostovu.
Tijekom karijere izdavao je članke u Rusiji i Francuskoj o kožnim bolestima i liječenju sifilisa. Godine 1896. izdao je članak o pemfigusu u kojem je opisao dermatološko stanje koje nastaje slabljenjem međusobnih sveza između slojeva kože (točnije epidermisa). Taj fenomen koji se javlja kod nekih bolesti koje zahvaćaju kožu, po njemu je nazvan fenomen Nikolskog. 